# 粗皮桉
粗皮桉（学名：Eucalyptus pellita）为桃金娘科桉属下的一个种。

## 扩展阅读
- 維基物種上的相關：粗皮桉